# Скрипка и виноград
«Скрипка и виноград» (фр. Violon et raisins) — картина испанского и французского художника Пабло Пикассо. Написана маслом на холсте в 1912 году. Относится к так называемому синтетическому периоду кубизма. Находится в Нью-Йоркском музее современного искусства. Размер —  61 × 50,8 см.

## История и описание
Картина является типичным примером синтетического кубизма, период которого длился с апреля 1912 по 1917 год. Если аналитическому кубизму были свойственны монохромные абстрактные композиции, в которых формы разбивались на множество геометрических фрагментов, то в синтетическом кубизме композиция становится менее абстрактной. Пикассо оживляет свои картины реальными легко узнаваемыми предметами, насыщенными разнородными текстурами и цветом. 
На полотне изображена скрипка в красно-жёлтых тонах. Её округлые искажённые формы разбиты на ряд смещённых фрагментов. На некоторых деталях корпуса скрипки видна текстура дерева. Завиток грифа почти упирается в верхний край полотна. В правом углу сверху художник изобразил грозди чёрного и белого винограда, на которых чётко обозначены тени, полутона и цветовые рефлексы. 
«Скрипка и виноград» — одна из пяти работ Пикассо, которые были представлены в августе 1913 года на большой выставке в галерее «Goltz» в Мюнхене. 
Картина является частью постоянной экспозиции Нью-Йоркского музея современного искусства с 1960 года, куда её передал Дэвид М. Леви Беквест.